# 岩屋城之戰 (淡路國)
岩屋城之戰，是日本戰國時代時，發生在天正9年（1581年的一場戰事，織田信長派遣羽柴秀吉跟池田元助攻打岩屋城、由良城，勝利後織田家平定淡路國。

## 背景
淡路國原屬於三好氏轄下的安宅冬康、安宅信康父子轄下，織田信長上洛後、安宅信康一度參與信長包圍網與織田氏敵對，但在元龜3年（1572年）安宅信康又透過足利義昭向信長表示降伏，成為織田家水軍的一員，淡路國歸入織田家版圖。
天正4年（1576年）5月時，織田信長為防備毛利水軍支援石山本願寺，要求安宅信康在淡路進行防備，但是淡路國中的水軍勢力岩屋城主菅達長卻又接受毛利家的策反，倒向毛利家，當年7月的第一次木津川口之戰時，毛利輝元便可派遣丹地太郎兵衛、神野加賀守率300人進入淡路國岩屋城。戰後，本願寺顯如和吉川元春便希望毛利輝元派遣將領進入淡路國的岩屋城長期駐守，準備隨時迎將軍足利義昭上洛，毛利輝元派遣兒玉就英入駐淡路岩屋城。
天正5年（1577年），小早川隆景也透過淡路國的庄田城主船越景直誘降仍屬織田方的安宅信康，但未有成果。同年閏7月又傳出菅達長父子試圖暗殺兒玉就英的傳言，兒玉就英逃回毛利家，所以毛利輝元改派香川廣景跟冷泉民部率兵前往淡路，菅達長父子也獻出女兒為人質，表示沒有反叛毛利之心，毛利家遂由香川廣景跟冷泉民部入駐岩屋城，天王寺的織田家臣佐久間信盛聽聞淡路有變，就派遣千餘人襲擊岩屋城，結果被香川廣景跟冷泉民部擊敗，殺死15人，織田軍敗回天王寺。
但安宅信康後在天正6年（1578年）病死，地位由弟弟安宅清康繼承，清康遂倒向毛利家，毛利輝元也在天正6年2月派遣兒玉就英再次入駐淡路岩屋城，領有當地3百貫的知行，淡路一國大致落入毛利家的掌握。

## 戰況
在織田水軍在第二次木津川口之戰擊敗毛利水軍，奪得大坂灣的制海權後，為了對付毛利家，在十河存保於當年7月投降織田家後，信長也有意進軍四國對付長宗我部元親，因此織田信長在天正9年（1581年）11月，派遣羽柴秀吉、池田元助出兵淡路國，攻打毛利方的岩屋城等地。羽柴秀吉率領黑田孝高、仙石秀久跟生駒親正等武將跟池田元助會師後在11月15日渡海包圍安宅清康的由良城，安宅清康自知不敵，透過蜂須賀家政跟伊木忠次請降。織田軍拿下岩屋城後，羽柴秀吉安排真島彥太郎入主。郡家城主田村村春、庄田城主船越景直、阿那賀城主武田久忠、鍛冶屋城主賀集盛政紛紛投降羽柴秀吉。
而黑田孝高由阿波國的方向進軍淡路，志知城主野口長宗開城投降，黑田孝高順利進入志知城，野口長宗退往阿波。

## 戰後
安宅清康戰敗投降後，在池田元助的陪伴下前往安土城參見織田信長，獲得領土安堵，但信長又改變心意將清康流放，安宅清康後於紀伊病故。而羽柴家臣仙石秀久則獲得淡路洲本城及5萬石領地。